# Chikubi ni piasu o shita onna
Chikubi ni piasu o shita onna (乳首にピアスをした女?) è un film giapponese del 1983 diretto da Shôgorô Nishimura e interpretato da Jun Izumi. Il film è un pinku eiga a tema sadomasochista, incentrato sul tema del piercing del capezzolo, primo lungometraggio ad aver trattato questo argomento al tempo ancora di interesse underground.

## Trama
Satsuki è una giovane infermiera che lavora in una clinica privata specializzata in chirurgia estetica. Un giorno una paziente arriva allo studio con la richiesta di farsi forare i capezzoli, inserendovi due anelli. Satsuki, turbata, assiste all'operazione.
Satsuki è single, ma un misterioso sconosciuto le invia regolarmente dei mazzi di rose rosse. Questi finisce per contattarla e offrirle un appuntamento. Affascinata dal suo fisico da playboy, Satsuki accetta il suo invito. Ma quest'ultimo, Gondo, la omaggia di nascosto dei cioccolatini carichi di diuretici: dopo averli mangiati, Satsuki ha un irresistibile bisogno di urinare. Dopo aver fermato l'auto vicino a un bagno pubblico per i suoi bisogni, Gondo la violenta mentre lei sogna di fare sesso con lui.
Seppure umiliata e scioccata, Satsuki lo rivede. Lui la droga nuovamente, ma lei ora sembra essere accondiscendente nei suoi confronti. Va a vivere assieme a lui e si sottomette alle sue fantasie sessuali. Esperto nell'arte del dominio, Gondo la domina e la trasforma in una schiava sessuale. Sottomessa, scopre che il suo torturatore raccoglie donne torturate nella sua cantina, un club privato di sadomasochismo, a cui, alla fine, dopo essersi perforata da sola i capezzoli, inserendovi degli anelli uniti da una catenella, anche lei accetterà di unirsi.

## Produzione
Il film è stato prodotto da Isao Hayashi per conto della casa di produzione e distribuzione cinematografica giapponese Nikkatsu.

## Distribuzione
Il film è uscito nelle sale cinematografiche giapponesi il 25 April 1983, distribuito dalla Nikkatsu, con il titolo 乳首にピアスをした女 (Chikubi ni piasu o shita onna, lett. "La donna con i capezzoli forati"). L'8 settembre 2009 è stato inoltre proiettato a L'Étrange Festival, in Francia, con il titolo La femme aux seins percées. Il film è inoltre conosciuto internazionalmente con il titolo inglese Woman with Pierced Nipples.
In home video il film è stato pubblicato in Giappone nel 1995, dalla Nikkatsu, in formato VHS. Sempre in Giappone, nel 2006, la Geneon Entertainment ne ha distribuito una versione in DVD, seguita, nel 2012 da una nuova versione della Happinet. In Francia il film è stato distribuito in DVD nel 2010 dalla Wild Side Vidéo.

## Accoglienza
Thomas Weisser e Yuko Mihara Weisser, nel loro The Sex Film. Japanese Cinema Encyclopedia del 1998, danno al film 1 stella e ½, con la motivazione: "Un altro progetto prendi i soldi e scappa di Shôgorô Nishimura [...] basato sull'usanza giapponese di acquistare un'intera bottiglia e tenerla sul tavolo [...] abitualmente attaccata con un lucchetto e una catena allo scaffale dei liquori. In questa variante pink, le ragazze di proprietà, in un sex club segreto, sono tenute in archivio per i clienti che ne possiedono un pezzo. Le ragazze sono tenute al guinzaglio attaccate ai loro capezzoli forati (da cui il titolo) [...] ma non c'è abbastanza sostanza per tenere in piedi un intero film".
Su Rate Your Music, Chikubi ni piasu o shita onna ottiene un punteggio medio di 3.7 su 5. Sull'aggregatore TMDB Il film ottiene un punteggio del 50%. Su Trakt ottiene invece un punteggio del 67% con un totale di 584 spettatori.